# Anna Cinzia Bonfrisco
Anna Cinzia Bonfrisco, née le 12 octobre 1962 à Riva del Garda, est une personnalité politique italienne.

## Biographie
Sénatrice du Peuple de la liberté et de Forza Italia, elle préside le groupe parlementaire des Conservateurs et réformistes, avant d'adhérer au Parti libéral italien.
Lors des élections européennes de mai 2019, elle est candidate pour la Ligue du Nord. Elle est élue en obtenant 39 336 voix.